# Piper gymnocladum
Piper gymnocladum är en pepparväxtart som beskrevs av C. Dc.. Piper gymnocladum ingår i släktet Piper och familjen pepparväxter. Inga underarter finns listade i Catalogue of Life.